# 단일 유럽 의정서
단일 유럽 의정서(單一 유럽 議定書, Single European Act; SEA)는 1957년 로마 조약 이후에 최초로 발효된 개정안이다. 단일 유럽 의정서는 1992년 12월 31일을 기해 단일 시장을 출범하려는 조처를 담은 것이었으며 유럽연합의 전신 중 하나던 유럽정치협력체가 추진한 것이다. 1986년 2월 17일 룩셈부르크에서 조인됐으며 헤이그에서는 1986년 2월 28일에 조인되어 1987년 7월 1일에 발효됐다.

## 배경
단일 유럽 의정서 제정 계기는 당초 유럽 공동체 간의 무역 거래에 대한 불만족으로 제기된 것이었다. 정치·경제 전면의 통합력을 좀 더 조화롭게 유지하고자 조치가 필요했기 때문으로서 공동체 측에서는 공통 시장으로서 지녀야 할 특질과 단일 시장으로 성장하기 위한 필수 조건에 대해 면밀히 조사한 후 통합법의 기틀을 다지게 된다. 1985년 12월 룩셈부르크 유럽 위원회에서 다다른 정치적 합의에 따라 조인됐다.
SEA의 핵심 요소는 유럽연합 내에서 1992년까지 단일 시장 시스템을 구축하는 것이었다. 하지만 이는 희망 사항이었으며 개별 국가의 헌법 개정 등 후속 조치가 따라야 했다. 목표 달성을 위해 단일 유럽 의정서는 협력절차(Consultation procedure)를 따로 도입함으로써 입법 과정의 개혁을 돕는 한편 가중다수결제(Qualified Majority Voting) 체제를 신규 가입국을 대상으로 시행토록 했다. 해당 조치는 입법 절차에 소요되는 시간을 줄이기 위한 것이었다.

## 비준
당시 유럽 공동체의 모든 국가가 헌법 개정에 직격탄을 맞는 것은 아니었지만 덴마크와 아일랜드의 경우 행정부에서 비준을 내세우기 전에 헌법이 개정되거나 입법 조치가 취해져야 했으므로 걸림돌이 됐다.

## 유럽 연합 조약과 구조의 타임라인
|                   |                      |                                      |                              |                            |                                  |                                  |                      |                |                  |
| 1948 브뤼셀 조약  | 1952 파리 조약       | 1958 로마 조약                       | 1967 합병 조약               | 1987 단일 유럽 의정서      | 1993 마스트리흐트 조약 (EU 설립) | 1993 마스트리흐트 조약 (EU 설립) | 1999 암스테르담 조약 | 2003 니스 조약 | 2009 리스본 조약 |
|                   |                      |                                      | 유럽 원자력 공동체 (EURATOM) |                            |                                  |                                  |                      |                |                  |
|                   |                      | 유럽 석탄 철강 공동체 (ECSC)         | 유럽 석탄 철강 공동체 (ECSC) |                            |                                  |                                  |                      | 유럽 연합 (EU) |                  |
|                   |                      | 유럽 경제 공동체 (EEC)               | 유럽 경제 공동체 (EEC)       | → 세 개 의 기 둥 →         |                                  | 유럽 공동체 (EC)                 | 유럽 공동체 (EC)     | 유럽 연합 (EU) |                  |
|                   | ↑유럽의 공동체↑      | ↑유럽의 공동체↑                      | 사법과 국내 문제 (JHA)       | → 세 개 의 기 둥 →         |                                  | 유럽 공동체 (EC)                 | 유럽 공동체 (EC)     | 유럽 연합 (EU) |                  |
|                   |                      | 경찰 및 사법 협력에 관한 규정 (PJCC) | 사법과 국내 문제 (JHA)       | → 세 개 의 기 둥 →         |                                  |                                  |                      | 유럽 연합 (EU) |                  |
|                   | 유럽 정치 협력 (EPC) | 공동 외교 안보 정책 (CFSP)           | 공동 외교 안보 정책 (CFSP)   | 공동 외교 안보 정책 (CFSP) |                                  |                                  |                      | 유럽 연합 (EU) |                  |
|                   | 유럽 정치 협력 (EPC) |                                      |                              | → 세 개 의 기 둥 →         |                                  |                                  |                      | 유럽 연합 (EU) |                  |
| 서유럽 연합 (WEU) |                      |                                      |                              |                            |                                  |                                  |                      | 유럽 연합 (EU) |                  |
|                   |                      |                                      |                              |                            |                                  |                                  |                      |                |                  |